# Remedy Lane
Remedy Lane è il quarto album in studio del gruppo musicale svedese Pain of Salvation, pubblicato nel 2002 dalla Inside Out Music.

## Descrizione
Il concept dell'album è di interpretazione relativamente immediata, più semplice rispetto al precedente The Perfect Element, o al successivo Be, e ripercorre la vita sentimentale e sessuale del protagonista senza nome, partendo da un flashback iniziato in una stanza di albergo, e proseguendo attraverso le esperienze più significative e dolorose. 
Secondo alcune interpretazioni si tratta di una sorta di autobiografia di Daniel Gildenlöw ed è considerato l'album più oscuro e concettualmente triste dei Pain of Salvation. Da segnalare A Trace of Blood (avente come tema un aborto spontaneo), Rope Ends (un tentativo di suicidio) e Beyond the Pale, che come di consueto per le canzoni di chiusura degli album del gruppo (fino a Scarsick), serve da riassunto dei temi, musicali e non, presentati in precedenza, e conclude il concept ritornando al presente.

## Tracce
Testi e musiche di Daniel Gildenlöw.
1. Of Two Beginnings – 2:26
2. Ending Theme – 4:59
3. Fandango – 5:51
4. A Trace of Blood – 8:17
5. This Heart of Mine (I Pledge) – 4:01
6. Undertow – 4:47
7. Rope Ends – 7:02
8. Chain Sling – 3:58
9. Dryad of the Woods – 4:55
10. Remedy Lane – 2:16
11. Waking Every God – 5:29
12. Second Love – 4:23
13. Beyond the Pale – 9:56

Traccia bonus nell'edizione giapponese
1. Thorn Clown